# Tate Reeves
Jonathan Tate Reeves (Florence, 5 giugno 1974) è un politico statunitense, governatore del Mississippi dal 14 gennaio 2020.

## Biografia
Originario della Contea di Rankin, Mississippi, Reeves si diploma nel 1992 alla Florence High School di Florence e si laurea con lode in economia al Millsaps College di Jackson.  Per un anno gioca anche nella squadra di basket Millsaps Majors.
Dopo Millsaps, Reeves intraprende una carriera nel settore bancario e finanziario a Jackson, diventando vicepresidente per AmSouth (in precedenza Banca di garanzia dei depositi) e occupandosi come analista senior degli investimenti. Nel 1996 è premiato con il Mississippi Society of Financial Analysts Award. Nel 2000 è responsabile degli investimenti della Trustmark National Bank a Jackson.

## Carriera politica

### Incarichi governativi in Mississippi
Nelle elezioni politiche del 2003 Reeves, repubblicano, partecipa alle primarie del suo partito affrontando l'ex commissario ai trasporti Wayne Burkes di Brandon e il rappresentante di Stato Andrew Ketchings di Natchez. Vince battendo gli altri due candidati con il 49% dei voti.  Nelle elezioni generali, sempre nel 2003, per il ruolo di tesoriere del Mississippi, sconfigge il candidato democratico Gary Anderson, direttore statale delle finanze e dell'amministrazione, ottenendo il 52% contro il 48%. Viene riconfermato nell'incarico con il 61% dei voti nelle elezioni generali del 2007 contro il candidato democratico Shawn O'Hara.

### Vicegovernatore del Mississippi (2012-2020)
Nel febbraio 2011 Reeves si candida alla carica di Vicegovernatore del Mississippi, sfidando nelle primarie del suo partito il collega Billy Hewes e vincendole. Nelle elezioni generali del novembre 2011 riporta una percentuale dei voti schiacciante (superiore all'80%) in mancanza anche di un avversario democratico. Ottiene quindi la nomina di Vicegovernatore del Mississippi, succedendo a Phil Bryant, eletto Governatore.
Reeves entra in carica nel 2012 e termina il mandato nel 2020.

### Governatore del Mississippi (2020-)
Alla fine del 2019 si candida a governatore del Mississippi. Si oppone all'espansione di Medicaid, che ha chiamato "espansione Obamacare",  e vince con il 51% dei voti contro lo sfidante democratico Jim Hood. Entra in carica il 14 gennaio 2020.
Alle elezioni governatoriali del 7 novembre 2023, Reeves si candida per un secondo mandato e viene rieletto Governatore con il 50,9% dei voti contro il candidato del Partito Democratico Brandon Presley.

### Cambio della bandiera del Mississippi
Nel giugno 2020, durante le proteste per l'uccisione di George Floyd, sorse un dibattito sull'opportunità di cambiare la bandiera del Mississippi perché conteneva le insegne confederate in alto a sinistra. Era l'unica bandiera negli Stati Uniti a contenere questi simboli. Reeves si dichiarò a favore del cambio della bandiera, aggiungendo che avrebbe firmato un tale disegno di legge se ne fosse stato approvato uno. Il 28 giugno la Camera ha votato per il cambio della bandiera (91 a 23) così come il Senato (37 a 14). Reeves ha firmato la legge due giorni più tardi, rimuovendo così il simbolo confederato dalla nuova bandiera dello stato.

### Trump e Biden
Reeves è un convinto sostenitore di Donald Trump. Durante la sua campagna del 2019 per la carica di governatore, Reeves ha propagandato il sostegno di Trump, che ha guidato lo stato fortemente repubblicano sia nel 2016 che nel 2020.  Nella sua campagna del 2019 per la carica di governatore, Reeves ha promesso: "Se sarò eletto governatore, lavorerò per il presidente Trump". Trump, il suo vicepresidente Mike Pence e suo figlio Donald Trump Jr. hanno tutti fatto una campagna per Reeves nel Mississippi nel 2019.  A una manifestazione a Tupelo giorni prima delle elezioni del novembre 2019, l'anziano Trump ha promosso la candidatura di Reeves mentre attaccava l'inchiesta di impeachment contro di lui per lo scandalo Trump-Ucraina.
Dopo che Joe Biden ha sconfitto Trump nelle elezioni del 2020, Reeves ha sostenuto le cause legali di Trump per respingere i risultati elettorali in diversi stati vinti da Biden, dove Trump e i suoi alleati hanno fatto false affermazioni. Nel marzo 2021, Reeves ha riconosciuto che Biden è il presidente degli Stati Uniti ed è stato "debitamente eletto", ma ha ripetutamente rifiutato di riconoscere che Biden era "legittimamente e legittimamente eletto" o che le elezioni del 2020 erano libere ed eque.

### Pandemia di coronavirus
Nel mezzo dell'accelerazione della pandemia COVID-19, Reeves ha annullato le decisioni dei leader locali di ordinare alle persone di rimanere a casa, invitando invece gli abitanti del Mississippi di tornare alla "vita come al solito" e ritenendo luoghi come bar, ristoranti e chiese "servizi essenziali". Si è rifiutato anche di chiudere le spiagge  e di annunciare ordini di restare a casa, dicendo alle persone di confidare nel "potere della preghiera". La decisione è stata ampiamente condannata. Alla fine di marzo 2020, alla domanda sul perché la Cina potesse imporre un blocco ma il Mississippi no, Reeves ha risposto: "Il Mississippi non sarà mai la Cina. Il Mississippi non sarà mai la Corea del Nord". Reeves ha implementato un ordine "stay-at-home" solo il 3 aprile. Ma alla fine di aprile, ha permesso ad alcune attività commerciali di riaprire di nuovo. Allo stesso tempo, il Mississippi ha avuto il suo più grande picco di morti e casi di coronavirus.

## Vita privata
Sposato dal 2001 con Elee Williams. La coppia ha tre figli.